# Machimus biljici
Machimus biljici är en tvåvingeart som beskrevs av Adamovic 1959. Machimus biljici ingår i släktet Machimus och familjen rovflugor. Inga underarter finns listade i Catalogue of Life.